# ای‌ام‌دی فنوم
فنوم یک خانواده از پردازنده‌های شرکت ای‌ام‌دی است که بر پایهٔ ریزمعماری هسته‌های نوع کا۱۰ ساخته شده‌است  (و یا به گفتهٔ خود ای‌ام‌دی خانوادهٔ پردازنده‌های ۱۰-اچ) . نسخه‌های سه هسته‌ای (با اسم رمز تولیمان) مربوط به سری فنوم ۸۰۰۰؛ و نسخه‌های چهار هسته‌ای آن نیز (با اسم رمز آجینا) مربوط به سری فنوم X4 ۹۰۰۰ هستند.

## پیش‌زمینه
ای‌ام‌دی باور دارد که سری چهار هسته‌ای ِ فنوم اولین چهار هسته‌ای‌های واقعی هستند. چنانکه این پردازنده‌ها دارای طراحی ِ یکپارچه هستند (به این معنی که تمامی هسته‌ها در یک بلوک سیلیکونی یک تکه قرار گرفته‌اند)، برخلاف پردازنده‌های چهار هسته‌ای سری کور ۲ از شرکت اینتل که دارای طراحی ام‌سی‌ام یا ماژول ِ چند تراشه‌ای هستند. این پردازنده بر پایهٔ سوکت ای‌ام ۲+ (AM2+) می‌باشد.
قبل از انتشار سری اصلی ِ فنوم، یک نقص در بخش ذخیره‌ساز ِ تخصیص ِ نظر ِ ترجمه (TLB) کشف شد که باعث می‌شد تا سامانه در رویدادهای نادر قفل کند. پردازنده‌های فنومی که دارای درجه بی-۲ و بی آ هستند، تحت تاثیر این باگ قرار گرفتند. به علت اینکه این باگ حل نشد، بایوسها و نرم‌افزارها، بخش TLB را از کار انداختند که به نوعی باعث شد تا کارایی پردازنده حداقل ۱۰ درصد کاهش یابد. این اشکال در پیش‌نمایش‌های انتشار اولیهٔ فنوم گزارش نشد، از این رو کارایی نسخه‌های ابتدایی فنوم که به دست مشتری رسیده بود، کمتر از ارزیابی‌ها بود. درجه‌های بی-سهٔ پردازنده‌های فنوم در ۲۷ مارس ۲۰۰۸، بدون خطای TLB و با شماره مدل‌های xx50 عرضه شد.
یک شرکت تابعهٔ ای‌ام‌دی وصله‌ای برای هسته لینوکس عرضه کرد،  و بیان داشت که به حداقل کارکرد در تست رسیده‌است تا با شبیه سازی نرم‌افزاری ِ بیتهای قابل دسترسی و بیت‌های مخدوش براین خطا فایق آمده و کم شدن کارایی را به حداقل برساند.
ای‌ام‌دی مدل‌های مختلفی را از پردازنده‌های فنوم در سال‌های ۲۰۰۷ و ۲۰۰۸ روانه بازار کرد و بعد از آن نیز در سال ۲۰۰۸ نسخه‌های ارتقا یافتهٔ آن را با نام فنوم ۲ عرضه کرد.،،،
| خانواده پردازندههای بر پایهٔ فنوم ای ام دی | خانواده پردازندههای بر پایهٔ فنوم ای ام دی | خانواده پردازندههای بر پایهٔ فنوم ای ام دی | خانواده پردازندههای بر پایهٔ فنوم ای ام دی |
| ای‌ام‌دی کا-۱۰                              | رایانه‌های رو میزی                         | رایانه‌های رو میزی                         | رایانه‌های رو میزی                         |
| ای‌ام‌دی کا-۱۰                              | چهار هسته‌ای                               | سه هسته‌ای                                 | دو هسته‌ای                                 |
| ----------------------------------------- | ----------------------------------------- | ----------------------------------------- | ----------------------------------------- |
| AMD Phenom logo as of 2007                | AMD Phenom logo as of 2008                | AMD Phenom logo as of 2008                | AMD Athlon X2 logo as of 2007             |
| اسم رمز                                   | آجینا (Agena)                             | تولیمان (Toliman)                         | کوما (Kuma)                               |
| هسته                                      | ۶۵ نانومتر                                | ۶۵ نانومتر                                | ۶۵ نانومتر                                |
| تاریخ انتشار                              | مارس ۲۰۰۸                                 | مارس ۲۰۰۸                                 | دسامبر ۲۰۰۸                               |
| لیست ریزپردازنده‌های ای‌ام‌دی فنوم           |                                           |                                           |                                           |